# Marko Arnautović
Marko Arnautović (* 19. dubna 1989 Vídeň) jeSrbsko rakouský profesionální fotbalista, který hraje na pozici útočníka za italský klub Crvena zvezda, a za rakouský národní tým.
Má srbského otce a matku Rakušanku.

## Klubová kariéra
Na profesionální úrovni působil postupně v klubech FC Twente, Inter Milán, Werder Brémy, Stoke City FC, West Ham United FC a Šanghaj SIPG.

## Reprezentační kariéra
Nastupoval v některých mládežnických reprezentacích Rakouska (U18, U19, U21).
V A-mužstvu Rakouska debutoval 11. října 2008 v kvalifikačním utkání v Tórshavnu proti reprezentaci Faerských ostrovů (remíza 1:1).
13. června 2021 vstřelil Arnautović třetí gól Rakouska v prvním zápase skupiny C EURO 2020 proti Severní Makedonii. Při oslavě gólu urážel Egzona Bejtulaie z týmu soupeře, který je albánského původu. Poté se za svá slova omluvil. UEFA později oznámila, že Arnautovićovo jednání vyšetřuje. Za urážku soupeře dostal jednozápasový trest.